# 共國
共国，商朝及周朝的诸侯国，商代共國故址在今甘肅省平涼市涇川縣，後為周文王所滅；周代共國故址在今河南省新鄉市辉县市西北一帶，《世本·氏族篇》記載：「共氏，國名，周有共伯和。」《漢書·古今人表》顏師古注云：「共，国名也。」
西周後期，前841年發生國人暴動。周厲王逃奔於彘（今山西省臨汾市霍州市）。當時周人推舉共伯和為首領，「攝行天子事」。共和十四年（前828年），周厲王死於彘，共伯和歸政於太子靜，重回共國。
春秋初期（前722年），鄭國發生內亂，鄭莊公之弟共叔段被迫逃到共。因其位置逼近衛都，於前660年左右為衛國所滅。

## 共國君主
- 共公利，《今本竹書紀年》
- 共伯和